# Herleva
Herleva eller Arlette, född 1003, död 1050, var en normandisk kvinna, känd som Vilhelm Erövrarens mor.
Mycket är osäkert kring Herlevas bakgrund, och omständigheterna kring Vilhelms födelse. Troligtvis var hon garvaren Fulberts tonårsdotter och kom från den lilla normandiska staden Falaise. Översättningen är något otydlig; Fulbert kan även ha varit körsnär, balsamerare eller begravningsentreprenör. 
Legenden berättar att Robert I av Normandie såg henne tvätta i en flod nära hans slott och att han tog henne som sin älskarinna. Hon födde senare Vilhelm cirka 1027.
Kärleksaffären varade inte. Medan Robert for på pilgrimsfärd gifte sig Herleva med Herluin de Conteville 1029. I detta äktenskap fick hon två söner Odo och Robert, som båda blev betydelsefulla män under Vilhelms regeringstid. De hade även åtminstone en dotter, som gifte sig med Vilhelm, lord av La Ferté-Macé.
Vilhelm hade en halv- eller helsyster, Adelaide, som kan ha varit Herlevas dotter, men kan möjligen ha varit Roberts dotter med en annan älskarinna. Adelaide gifte sig först med Enguerrand, greve av Ponthieu, sedan med Lambert II av Lens, och slutligen med Odo, greve av Champagne.